# Domenico Selvo
Domenico Selvo, mort en 1087, est le 31e doge de Venise.
Les alliances que Domenico Selvo conclut, les batailles perdues et gagnées par l'armée vénitienne, et la politique intérieure qu'il mène pendant son règne (1071-1084) posent les bases d'une grande partie de la politique intérieure et étrangère ultérieures de la république de Venise. Il évite l'affrontement avec l'Empire byzantin, le Saint-Empire romain germanique, et l'Église catholique romaine, pendant une période de l'histoire où les conflits menacent de renverser les rapports de force. Parallèlement, il conclut de nouveaux accords avec les principaux pays, assurant ainsi une grande période de prospérité à la république de Venise. Grâce à l'accord militaire signé avec l'Empire byzantin, l'empereur Alexis Ier Comnène accorde à Venise des privilèges commerciaux par une bulle d'or, permettant ainsi le développement du commerce international de la République durant les siècles qui suivent.
Concernant la ville elle-même, il supervise la construction de l'actuelle basilique Saint-Marc bien plus longtemps que n'importe quel autre doge. L'architecture complexe et la décoration élaborée de la basilique témoignent de cette période de prospérité pour les marchands vénitiens. La manière fondamentalement démocratique tant de son élection que de sa révocation fait partie intégrante de l'important changement de la philosophie politique de la République à cette époque. Son renversement en 1084 est l'une des nombreuses abdications forcées des débuts de la République, qui accentuent un peu plus la séparation entre le pouvoir du Doge, le peuple et la noblesse.

## Le contexte

Carte de l'Italie en l'An Mil, montrant le contrôle byzantin de la partie sud de la péninsule et la proximité du Saint-Empire romain germanique

À partir du règne de Pietro II Candiano en 932, Venise connaît une série de doges inefficaces comme Pietro III Candiano, Pietro IV Candiano, ou Tribuno Memmo. L'arrogance reconnue et l'ambition de ces doges provoque une dégradation des relations avec le Saint-Empire romain germanique à l'Ouest, le statu quo diplomatique avec l'Empire byzantin à l'Est, et des conflits au sein même de la République. Cependant, en 991, Pietro II Orseolo devient Doge et passe son règne à étendre les frontières de la République vers l'Est, le long de la côte occidentale de la péninsule balkanique grâce à ses conquêtes en Dalmatie en 1000. Cette campagne renforce les liens commerciaux avec les Empires de l'Est, la Sicile, l'Afrique du Nord et le Saint-Empire romain germanique, et met fin aux luttes intestines des citoyens de Venise. Les négociations de Pietro II avec l'empereur byzantin Basile II sur la baisse des taxes d'importation des produits vénitiens permettent une nouvelle période de prospérité pour la République, puisque les marchands vénitiens peuvent ainsi vendre leurs produits dans les marchés internationaux byzantins à des tarifs moins élevés que leurs concurrents. De la même manière, Pietro II réussit à développer de nouveaux rapports avec l'empereur du Saint-Empire romain Germanique Otton III, qui lui témoigne son amitié par la restitution de terres précédemment saisies à Venise, l'ouverture des voies de libre-échange entre les deux États, et l'exemption de taxes pour tous les Vénitiens présents dans l'Empire.
Le pouvoir et la réputation de Pietro II allant grandissant, les Vénitiens commencent à se demander s'il ne prévoit pas secrètement d'établir une monarchie héréditaire. Leurs craintes s'avèrent justifiées lorsque son fils, Ottone Orseolo (en hommage à Otton III), âgé de 16 ans, prend le titre de Doge à la mort de son père en 1009, devenant ainsi le plus jeune Doge de l'histoire vénitienne. Des scandales ont égrené la plus grande partie de son règne, Otto montrant un net penchant pour le népotisme, attribuant des postes importants à plusieurs de ses cousins. Il est déposé en 1026 et exilé à Constantinople, mais son successeur,Pietro Barbolano, éprouve de si grandes difficultés pour unir les citoyens qu'il s'en faut de peu pour que les luttes intestines ne reprennent dans la ville.
En 1032, Barbolano est à son tour déposé par des partisans d'Otto Orseolo souhaitant lui rendre sa charge de doge, mais ce dernier est à Constantinople, mourant, et n'est pas capable de rentrer d'exil. Domenico Orseolo, un jeune d'Otto et personnage plutôt impopulaire à Venise, tente alors de prendre le pouvoir sans attendre les formalités des élections. Cependant, ses nombreux ennemis, dont des anciens partisans d'Otto, réagissent immédiatement avec véhémence contre le fait que ce soit un Orseolo qui devienne doge tout simplement parce qu'il est le fils de Pietro II. Le pouvoir du Doge est alors sévèrement contrôlé, et Domenico Flabanico, un marchand prospère, est élu Doge par le peuple. Pendant son règne, qui dure 11 ans, Flabanico met en œuvre plusieurs réformes capitales restreignant le pouvoir des futurs doges, dont notamment une loi interdisant l'élection d'un fils de Doge à ce même poste
Le règne de Domenico Contarini (1043-1071) est relativement calme ce qui permet de réduire le fossé qui s'est creusé entre le Doge et ses sujets et de reprendre les territoires perdus dans l'est du royaume de Hongrie dans les années qui ont suivi le déposition d'Ottone Orseolo. Cependant, un fait demeure : la majorité du peuple vénitien, considérant les agissements du pouvoir pendant la première moitié du XIe siècle, n'est absolument pas favorable à l'instauration d'une monarchie héréditaire. Cette réalité, couplée aux souvenirs récents de Doges avides de pouvoir, contribue à l'avènement de Domenico Selvo.

## Biographie

### Sa vie avant de devenir doge
Le peu que l'on connaisse du passé de Selvo est principalement basé sur la réputation qu'il a acquise lorsqu'il devient doge. Les détails sur son origine familiale, et même sa date de naissance, nous sont inconnus. Cependant on peut admettre qu'il est issu de la noblesse vénitienne, puisque seuls des nobles, à l'exception de Domenico Flabanico, ont été élus à la charge de doge jusqu'à cette période de l'histoire de la République. Selve appartient probablement à une famille patricienne du sestiere de Dorsoduro, prétendument d'origine romaine, voire des tribuns de la plèbe. Il a apparemment également occupé la charge d'ambassadeur auprès de l'empereur du Saint-Empire Henri III. De même il a probablement été conseiller ducal de Domenico Contarini. Le fait qu'il ait appartenu à l'entourage de ce Doge plutôt populaire a pu être une des causes de son apparente popularité.

### Son élection
Selvo est remarquable pour avoir été le premier Doge de l'histoire vénitienne dont l'élection est rapportée par un témoin oculaire, un prêtre de l'église paroissiale San Michele Archangelo du nom de Domenico Tino. Son témoignage apporte aux historiens un précieux aperçu du pouvoir du peuple vénitien. L'élection de Selvo a lieu au printemps 1071, après le long règne, presque trente ans, de Domenico Contarini qui s'achève par son décès.
Selon le témoignage de Tino, le jour de son élection, Selvo assiste aux funérailles de Contarini dans la toute nouvelle église San Nicolò, construite sous Domenico Contarini sur le Lido, une île de la lagune vénitienne. L'emplacement est idéal pour les funérailles d'un doge, la basilique Saint-Marc étant encore en construction et l'église San Nicolò étant suffisamment vaste pour accueillir un nombre respectable de fidèles. Pour ces mêmes raisons, l'église est parfaitement adaptée à l'élection d'un nouveau Doge.
Après les funérailles, une foule nombreuse se rassemble sur leurs gondoles et les galères armées. Domenico Tino écrit « un nombre incalculable de gens, la quasi-totalité de Venise » est là pour exprimer leurs avis sur le choix d'un nouveau doge. L'évêque de Venise ayant demandé « qui serait digne de son pays », la foule entonne Domenicum Silvium volumus et laudamus (« Nous voulons Domenico Selvo et nous le louons »). Le peuple s'est prononcé clairement, et l'élection s'achève avec ces paroles. Un groupe de citoyens plus distingués soulève ensuite au-dessus de la foule en liesse le Doge nouvellement élu, et il est ramené ainsi dans la ville,. Pieds nus, en accord avec la tradition, Selvo est conduit à la basilique Saint-Marc où, au milieu des matériaux de construction et des échafaudages, il adresse ses louanges à Dieu, il reçoit le personnel de son bureau et les serments de fidélité de ses sujets. Il est légalement promu 31e Doge de Venise,.

### Une période de paix et de prospérité (1071-1080)
Pendant les dix premières années de son règne, Selvo mène une politique en continuité avec celle de son prédécesseur. Il y a, certes, quelques conflits armés dans la République et à l'étranger, mais le dogat connaît une période de popularité en raison de conditions économiques prospères. Les relations avec le Saint-Empire se renforcent peu à peu, atteignant un degré inconnu depuis le règne du dernier Orseolo grâce à un commerce plutôt libre et les bons rapports que maintient Selvo avec l'empereur Henri IV. L'importance de l'alliance économique entre les deux pays devient cruciale lorsque la direction de l'Empire, historiquement partagée par l'empereur et le pape, est remise en question par la Querelle des Investitures entre Henri IV et le pape Grégoire VII. Selvo, pris entre des intérêts opposés, a très peu de marge de manœuvre. D'un côté, il veut maintenir l'accord de commerce conclu entre Venise et l'Empire, mais les Vénitiens choisissent l'Église catholique romaine plutôt que l'Église orthodoxe, car Grégoire VII menace secrètement Selvo d'excommunication et de promulguer un interdit sur la république de Venise. Cela éloigne religieusement la République de la métropole Byzantine, mais Selvo s'en sort de justesse en rappelant le pouvoir religieux dont Venise dispose en qualité de détenteur des reliques de Saint-Marc,.
À l'Est, Selvo sait non seulement maintenir de bons rapports commerciaux avec l'Empire byzantin, mais il se marie avec un des membres de la famille impériale afin de renforcer une alliance vieille de plusieurs années entre les deux nations. En 1075, il épouse Théodora Doukas, fille de Constantin X et sœur de l'empereur régnant, Michel VII,.

### Le triomphe (1081-1083)

La république de Venise et l'Italie en 1084

Malgré la paix toute relative des premières années du règne de Selvo, les mécanismes qui vont entraîner sa chute sont déjà entrés en action. Dans le sud de l'Italie, le comte d'Apulie et de Calabre, Robert Guiscard, a passé la majorité de son règne à consolider l'autorité normande dans la région en chassant les troupes byzantines. Guiscard progresse vers le nord et les États pontificaux (avec lesquels il est allié), et menace le contrôle byzantin le long des mers Ionienne et Adriatique. En mai 1081, Guiscard dirige son armée à travers l'Adriatique afin d'assiéger la cité portuaire de Durrës, une des extrémités de la célèbre Via Egnatia, voie directe vers Constantinople, la capitale de l'Empire. Alexis Ier , l'empereur byzantin nouvellement couronné, dépêche un message urgent à Selvo lui demandant l'assistance de la flotte vénitienne pour défendre Durazzo, en échange d'une importante récompense. Le doge ne perd pas une seconde en mettant la voile vers la ville assiégée, dirigeant sa flotte composée de 14 navires de guerre et 45 autres vaisseaux. Selvo est motivé non seulement par ses liens familiaux et la promesse d'une récompense, mais également par le fait que l'établissement d'un contrôle normand sur le détroit d'Otrante serait une grande menace autant pour Venise que pour l'Empire byzantin.
Lorsque Selvo approche de la ville, les navires de Guiscard ont déjà jeté l'ancre dans le port de Durazzo. La bataille est certes féroce, mais la flotte vénitienne, expérimentée, a raison des Normands inexpérimentés car plus habitués aux combats sur la terre ferme. La flotte vaincue dirigée par Guiscard se retire dans le port après avoir perdu nombre de bateaux. Victorieux, Selvo laisse le commandement de la flotte à son fils et retourne à Venise en héros. En raison de l'aide apportée à l'Empire, la République reçoit une bulle d'or : un décret de l'empereur Alexis Ier accordant à Venise de nombreux privilèges, dont une exemption de taxes pour les marchands vénitiens, ce qui sera d'une importance cruciale pour la future expansion économique et politique de Venise en Méditerranée Orientale.
La défaite au large de Durazzo, bien que très destructrice pour la flotte de Guiscard, n'a infligé que de faibles pertes à son armée, celle-ci ayant en grande partie débarqué avant la bataille afin de préparer le siège de la ville. Dans les mois qui suivent, Guiscard rassemble ses forces et défait une grande armée byzantine emmenée par Alexis Ier. En 1082, Guiscard s'empare de Durazzo, et alors que les marins vénitiens et leurs vaisseaux sont contraints de quitter la ville, la première victoire de Venise contre les Normands ne semble plus qu'être un léger revers pour ces derniers. Cependant, grâce aux nouveaux accord commerciaux obtenus et au peu de dommages occasionnés aux Vénitiens pendant le siège, Selvo demeure très populaire à Venise. Parallèlement, Guiscard avance très rapidement à travers la péninsule balkanique, mais sa marche est stoppée par l'appel à l'aide de son plus grand allié, le pape Grégoire VII. Guiscard répond en retournant en Italie et en marchant sur Rome afin de renvoyer temporairement Henri IV. Cette opération lui fait perdre presque tous les territoires qu'il a conquis dans les Balkans. En 1083, sachant Guiscard parti, Selvo renvoie la flotte vénitienne pour reprendre la ville de Durrës et l'île de Corfou au sud.

### La défaite et l'abdication (1084)

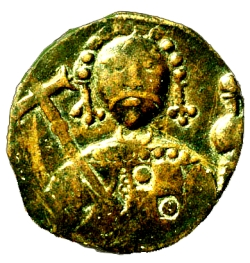
Robert Guiscard représenté sur une monnaie

En 1084, Guiscard retourne dans les Balkans afin d'entreprendre une nouvelle attaque contre Corfou où une flotte alliée gréco-vénitienne, sous les ordres de Selvo, attend son arrivée. Lorsque les Normands approchent de l'île, les flottes alliées infligent à Guiscard une défaite encore plus cuisante que celle de Durrës. Guiscard lance une nouvelle attaque trois jours plus tard, qui s'avère être encore plus désastreuse que les précédentes. Selvo, certain d'avoir vaincu les Normands, renvoie tous les navires endommagés vers Venise pour des réparations, annoncer la victoire et afin qu'ils soient employés à d'autres usages. Le doge se retire ensuite avec le reste de la flotte sur les côtes albanaises, afin d'attendre le départ des Normands. La flotte vénitienne étant partiellement réduite et le doge considérant les chances d'une troisième attaque normande peu probable, Guiscard profite de l'occasion, ses chances de victoire étant bien plus importantes. Guiscard met la main sur tous les navires qu'il peut trouver et lance une attaque surprise contre les Vénitiens. Sa stratégie, bien que très risquée, porte ses fruits : les Vénitiens, débordés de toute part, sont en déroute, et les Grecs fuient la bataille qu'ils considèrent perdue. Selvo se replie difficilement avec ce qu'il reste de sa flotte : pas moins de 3 000 Vénitiens périssent et 2 500 autres sont prisonniers,. Les Vénitiens perdent également neuf grandes galères, qui sont les navires les plus imposants et les mieux armés de leur flotte.
Quand la flotte vaincue rentre à Venise, la nouvelle de la défaite se répand dans la cité, provoquant des réactions mitigées. Même si certains, considérant les circonstances, veulent pardonner la défaite, d'autres cherchent un responsable pour cette perte considérable non seulement sur le plan humain et matériel, mais également symbolique. Le peuple vénitien est humilié par une nation pratiquement sans aucune expérience maritime. Même si Guiscard meurt l'année suivante et la menace normande disparait rapidement, ils ont besoin d'un bouc-émissaire. Un groupe de Vénitiens influents, peut-être sous les ordres de Vitale Faliero selon des écrits postérieurs, orchestre une révolte populaire qui entraîne la destitution de Selvo en décembre 1084. Il ne fait apparemment pas de grands efforts pour conserver son poste, et il est envoyé dans un monastère. Il meurt trois ans plus tard, en 1087, et il est enterré dans la loggia de la basilique Saint-Marc.

## L'héritage
Une fois Selvo déposé, il faut plusieurs années à Venise pour se remettre de la défaite de Corfou et réaliser l'impact immédiat de sa politique. Quand Venise aide militairement l'Empire byzantin, elle reçoit une bulle d'or de l'empereur Alexis Ier, lui donnant ainsi un avantage à la fois politique et économique pendant plusieurs siècles. Selon les termes du décret, des subventions sont annuellement attribuées à toutes les églises de la ville (dont un don particulier pour le trésor de Saint-Marc), la République reçoit des pans entiers de la corne d'Or à Constantinople, et les marchands vénitiens sont exemptés de toutes taxes et devoirs sur l'ensemble des territoires byzantins. Non seulement cette aide permet une croissance économique rapide de Venise au cours des siècles qui suivront, donnant aux marchandises vénitiennes un prix sensiblement plus bas que les autres marchandises d'importations, mais déclenche également une longue période d'échanges artistiques, culturels et militaires entre Venise et Byzance. Cette combinaison d'influences occidentales et orientales font de Venise une porte symbolique entre l'Est et l'Ouest en Europe du Sud.
Au début de son règne, Selvo prend la responsabilité du chantier de l'actuelle basilique Saint-Marc. Il s'agit de la troisième basilique construite sur cet emplacement. Son chantier a été commencé par Domenico Contarini et achevé par Vitale Faliero en 1094. Cette basilique reste un des principaux symboles de la richesse et du pouvoir vénitiens de l'époque médiévale. L'édifice est également un témoin de la grande influence de l'Empire byzantin sur l'histoire et la culture vénitiennes pendant son histoire, notamment au XIe siècle. Même si Selvo n'a pas supervisé le début ou l'achèvement des travaux, il a cependant été le doge qui est resté le plus longtemps chargé du chantier parmi les deux autres doges qui ont pris part au chantier.

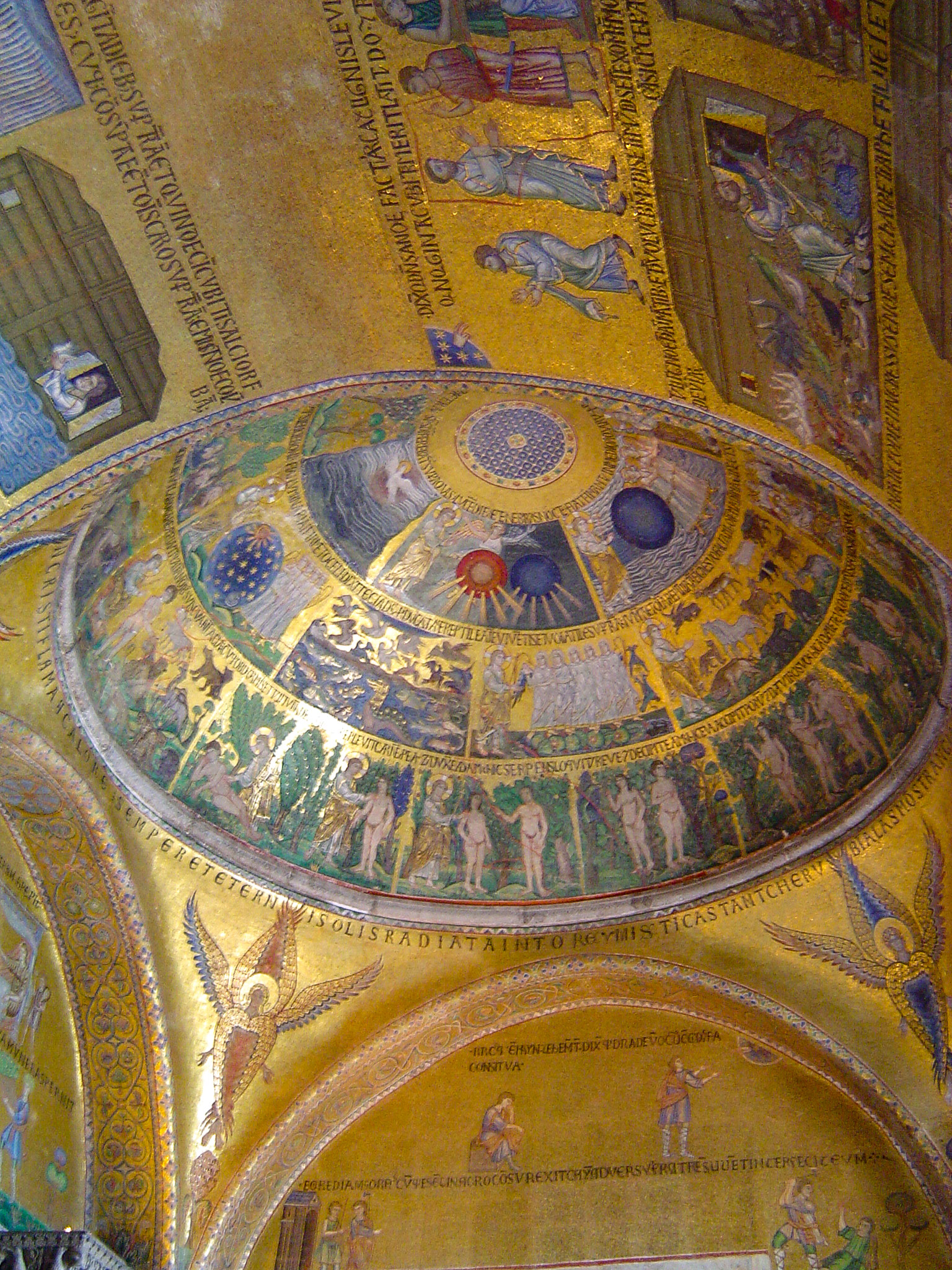
La Cupola della Genesi

Selvo a par ailleurs décrété que tous les marchands vénitiens revenant de l'Orient devaient ramener des marbres ou des sculptures de qualité pour décorer la basilique. Les premières mosaïques débutent sous la supervision du Doge.
En prenant le pouvoir par un vote de confiance populaire, et en le rendant ensuite obligatoire, Selvo met en place le processus de succession des Doges, qui sera, par la suite, le modèle pour une  passation de pouvoir pacifique et anti-népotique. 
En répondant à la volonté du peuple, Selvo aide à façonner une société qui créera par la suite un système complexe de vérification des pouvoirs de ses membres les plus influents, créant plusieurs organes gouvernementaux vérifiant chacun le pouvoir des autres, et fusionnant avec la nation en une république.